# Відблиск у воді
«Відблиск у воді» (латис. «Atspulgs ūdenī») — радянський художній фільм режисера Андріса Розенбергса, знятий на Ризькій кіностудії у 1977 році.

## Сюжет
Після двадцяти семи років відсутності, в своє рідне місто з Риги повертається талановитий хірург Зігурдс Маркалнс. Життя склалося таким чином, що він, улюбленець долі, змушений був все почати спочатку.
Головний лікар міської лікарні, куди він влаштувався на роботу, був радий приходу в клініку високопрофесійного фахівця. Ця думку незабаром йому довелося змінити. Доктор Маркалнс брався за найважчі операції з неясним результатом і в разі летального результату неминуче погіршував статистичні показники клініки.
Незабаром між колегами виник конфлікт, який змусив героя, не погоджуючись з обставинами, проявити принциповість і відмовитися від необхідності шукати вимушений компроміс. Він знову готовий все кинути: і цікаву роботу, і дівчину, до якої у нього виникли почуття і яка відповідала йому взаємністю. Але в останній момент сумніви в правильності вчинку опановують Зігурдсом.

## У ролях
- Улдіс Пуцитіс — Зігурдс Маркалнс
- Улдіс Думпіс — Браткус
- Імантс Скрастіньш — Микола
- Ласма Мурнієце — Ірита
- Марута Фелдмане — Рамона
- Дзідра Рітенберга — секретар
- Евалдс Валтерс — Петеріс Лодиньш
- Аквеліна Лівмане — доктор

## Знімальна група
- Автори сценарію: Андріс Колбергс, Яніс Лапса
- Режисер-постановник: Андріс Розенбергс
- Оператор-постановник: Яніс Мурнієкс
- Композитор: Егіл Страуме
- Художники-постановники: Гунарс Балодіс, Арнольд Брітал